# Google Now
A Google Now a Google Android operációs rendszerére készült intelligens személyi asszisztens. Az Android natív Google kereső alkalmazásának kiegészítéseként a Google Now természetes nyelvű felhasználói felület (szöveges bevitel és hangfelismerés is) segítségével válaszol meg kérdéseket, tesz javaslatokat és végez műveleteket különböző webszolgáltatásokon keresztül. A felhasználó által explicit módon feltett kérdések megválaszolásán kívül a Google Now a felhasználó keresési szokásaira, helyinformációjára, a pontos időre stb. alapozva kérés nélkül is megpróbál hasznos információkat megjeleníteni. Az Apple Sirijének és a Samsung S Voice Now-jának konkurenciájaként a Google Now elsőként az Android 4.1 „Jelly Bean” változatában jelent meg, a Galaxy Nexus eszközön. A Popular Science a 2012-es Év Innovációjaként nevezte meg.
Az alkalmazás által megjelenített különböző funkciók, „kártyák” köre egyre bővül; a pillanatnyi időjáráson, útforgalmi adatokon, híreken kívül az e-mailek automatikus vizsgálatával pl. az események jegyvásárlási e-mailjeinek automatikus megjelenítésére is kiterjed.

## Története
2011 végén bukkantak fel az első híradások arról, hogy a Google az Apple Sirijéhez hasonló virtuális asszisztenst fejleszt az Android következő verziójához. Először „Majel” kódnéven futott a projekt Gene Roddenberry felesége, Majel Barrett után, aki a Star Trek-sorozatban és filmekben a számítógép hangját kölcsönözte; egy időben pedig „assistant” volt a kódneve.
A Google Now-t 2012. június 27-én, az Android 4.1 Jelly Bean egyik funkciójaként mutatták be a San Franciscó-i Google I/O konferencián.
A Google Play Store-on keresztül érkezett 2012. október 29-i frissítés vezette be a Gmail-kártyákat. A Google Now a felhasználó Gmail-fiókjából kinyert információkkal felvértezett kártyákat mutat föl, köztük repülési, postaicsomag-követési, étterem- vagy szobafoglalási információkkal. További újdonságok voltak a felhasználó helyén és keresési történetén alapuló mozi-, koncert-, részvényárfolyam- és hírinformációk, továbbá a naptáresemények létrehozása beszéd útján.
A 2012. december 5-i frissítéssel érkezett új kártyák: közeli események; keresés fénykép útján (múzeumban vagy boltban); repülőgép-beszállókártya e-mail alapján (kezdetben csak a  United Airlines járatain); időjárás az úticélnál; születésnap-emlékeztetők; a biciklis és gyalogos sporttevékenységek havi összesítői. Az új hangutasításokkal lehetségessé vált Google+-bejegyzés létrehozása, a dalfelismerés és vonalkódok szkennelése.
A Google Now jelenleg más platformokon is tesztelés alatt van, várható megjelenése az Android operációs rendszeren kívül is. 2013. március 21-én Eric Schmidt, a Google ügyvezető elnöke bejelentette, hogy a Google elküldte az Apple-nek a Google Now iOS-verzióját, és jelenleg jóváhagyásra vár. A Google Chrome kódjának vizsgálata alapján várhatóan a Google Now-t a Google Chrome asztali változatába is integrálni fogják.
2013. április végén a 3.0-s frissítéssel elérhetővé vált a Google Now iOS eszközökre is.

## Funkciók

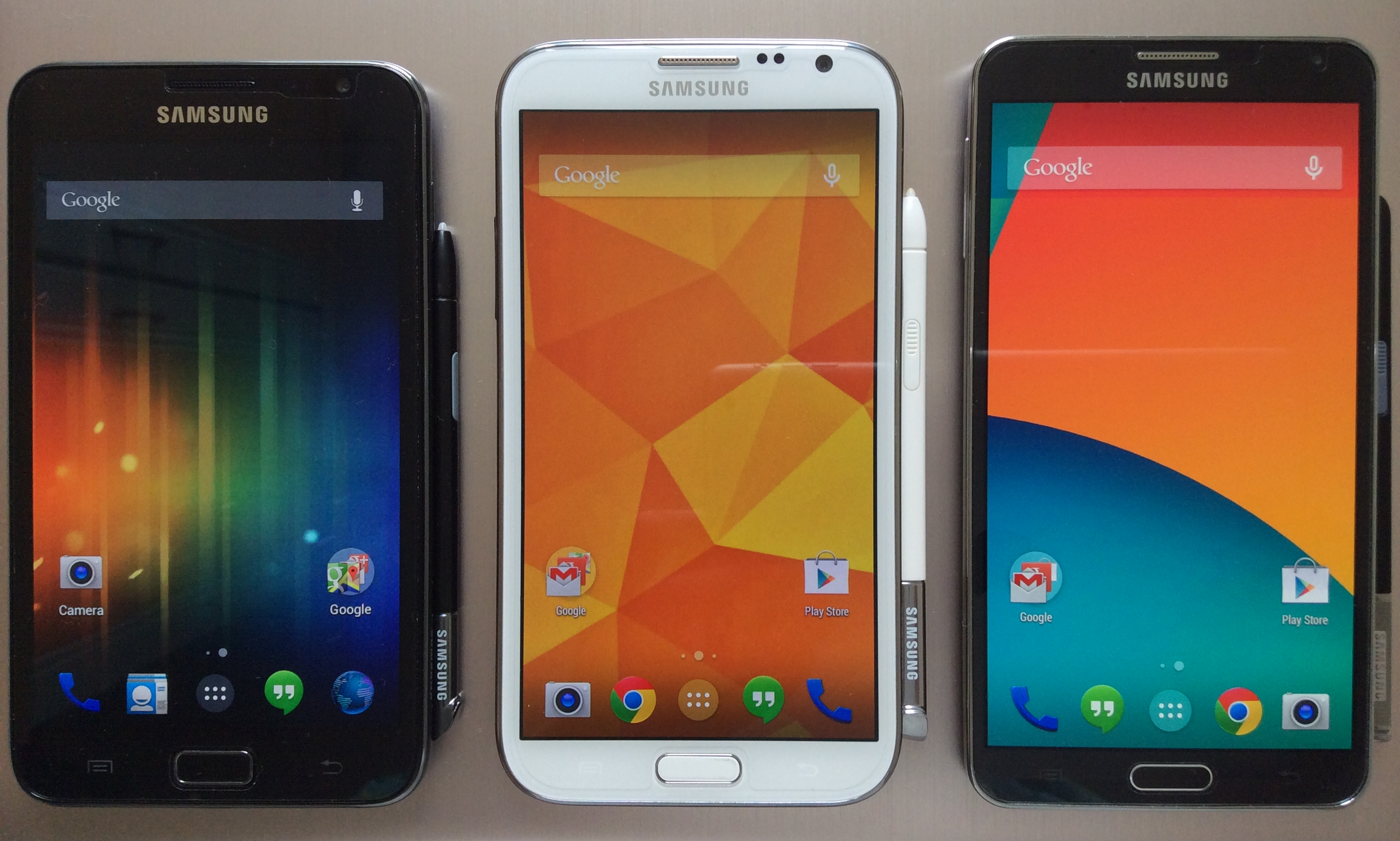
Indítófelület a kezdőképernyőn

A Google Now-t a Google kereső alkalmazás részeként valósították meg. Felismeri a felhasználó ismétlődő tevékenységeit (gyakori helyszínek, ismétlődő naptárbejegyzések, keresések stb.), hogy relevánsabb keresési találatokkal szolgálhasson „kártyák” formájában. A rendszer a Google Knowledge Graph projektjének felhasználásával készült; ez a keresési találatok jelentéseit, a közöttük lévő összefüggéseket elemző, részletesebb találatokat adó projekt volt.
A speciális kártyák közé a következők tartoznak:
- Tevékenység-összefoglaló (gyaloglás és kerékpározás az elmúlt hónapban)
- Születésnapok
- Események
- Repülőjáratok
- Gmail: foglalások eseményekre
- Gmail: beszállókártya
- Gmail: repülőjáratok
- Gmail: szállodák
- Gmail: csomagok
- Gmail: éttermek
- Filmek
- Hírfrissítés
- Következő találkozó
- Fotóhelyszín a közelben
- Helyek
- Közérdekű figyelmeztetések
- Tömegközlekedés
- Keresett témák
- Sport
- Részvények
- Forgalom
- Utazás: pénznem
- Utazás: közeli látnivalók
- Utazás: otthoni idő
- Utazás: fordítás
- Időjárás

## Fogadtatása
A CNET szakírója, Scott Webster dicsérte a Google Now-t azon képességéért, hogy korábbi bejelentkezési története és helyadatai alapján képes emlékeztetni a felhasználókat eseményekre, és ajánlotta azért is, hogy a felhasználót „azonnali információval látja el tiszta, intuitív módon” anélkül, hogy annak kérnie kellene. Az Ars Technica részéről Ryan Paul kritikusabban írt a Google Now-ról, az egyéb hangvezérelt alkalmazásokban, így a Siriben is gyenge hangfelismerés miatt. Paul azonban azt is megjegyezte,  hogy a Google Now esetében be is lehet gépelni a kéréseket.
Egyesek azt kommentálták, hogy a Google Now előrejelző képességei felfedik, hogy „a Google pontosan mennyi információt tárol a felhasználók napi rutinjáról és életviteléről”.

## Fordítás
- Ez a szócikk részben vagy egészben a Google Now című angol Wikipédia-szócikk ezen változatának fordításán alapul.  Az eredeti cikk szerkesztőit annak laptörténete sorolja fel. Ez a jelzés csupán a megfogalmazás eredetét és a szerzői jogokat jelzi, nem szolgál a cikkben szereplő információk forrásmegjelöléseként.